# Clausocalanidae
Clausocalanidae é uma família de copépodes pertencentes à ordem Calanoida.
Géneros:
- Clausocalanus Giesbrecht, 1888
- Ctenocalanus Giesbrecht, 1888
- Drepanopus Brady, 1883
- Microcalanus Sars, 1903
- Peniculoides Markhaseva & Renz, 2015
- Pseudocalanus Boeck, 1872
- Spicipes Grice & Hulsemann, 1965
- Streptocalanus